# Åke Hallman
Gustaf Åke Linus Hallman, född 12 november 1912 i Borås, Sverige, död 21 juni 1973 i Borås, var en svensk fotbollsspelare (anfallare) som blev svensk mästare med IF Elfsborg  säsongen 1935/36; detta för första gången i klubbens historia. 
Hallman gjorde sammanlagt också tio landskamper (fem mål) och var uttagen i den svenska truppen till OS 1936. Här spelade han i matchen mot Japan som medförde ett av svensk fotbolls största bakslag i historien i och med den oväntade 3–2-förlusten. Resultatet innebar att OS var över för Sveriges del – efter endast en match.

## Meriter

### I landslag
Sverige
- Uttagen till OS (1): 1936 (spelade i Sveriges enda match)
- 10 landskamper, 5 mål

### I klubblag
IF Elfsborg
- Svensk mästare (1): 1935/36

### Individuellt
- Mottagare av Stora grabbars märke, 1936

### Webbsidor
- Åke Hallman på Sveriges Olympiska Kommittés webbplats
- Åke Hallman på Olympedia (engelska)
- Svenska landslagsmän, svenskfotboll.se, läst 2013 02 20
- Lista på Stora Grabbar i svensk fotboll, svenskfotboll.se, läst 2013 03 24
- Åke Hallman på ifkdb.se